# Utetes maehongsonensis
Utetes maehongsonensis är en stekelart som först beskrevs av Fischer 2000.  Utetes maehongsonensis ingår i släktet Utetes och familjen bracksteklar. Inga underarter finns listade i Catalogue of Life.